# Marta Pagnini
Pour les articles homonymes, voir Pagnini.
Marta Pagnini est une gymnaste rythmique italienne née le 21 janvier 1991 à Florence (Italie).

## Biographie
En 2012, Marta Pagnini est médaillée de bronze olympique du concours des ensembles à Londres, avec ses coéquipières Elisa Blanchi, Andreea Stefanescu, Romina Laurito, Elisa Santoni et Anzhelika Savrayuk.